# José Antonio García Calvo
José Antonio García Calvo (Madrid, 1 de abril de 1975) es un exfutbolista español. Jugaba de defensa (normalmente de central), y su primer equipo fue el Real Madrid.
Menos conocida es su otra faceta fuera del deporte, como cantante de rock de la formación vallisoletana «La influencia de Baco», que rinde tributo a los legendarios «Héroes del Silencio». 

## Biografía
Comenzó su carrera futbolística en las categorías inferiores del C.D. Moratalaz, y paso seguido jugó en las categoría inferiores del Real Madrid hasta 1995, año en el que pasó a formar parte de la primera plantilla.
Con este equipo debutó en la Primera división de la liga española de fútbol el 2 de marzo de 1996 en el partido Real Madrid 5-0 Salamanca. Con el Real Madrid ganó la liga en la temporada 96-97.
En 1997 fichó por el Real Valladolid, equipo en el que permaneció cuatro temporadas, y en 2001 recaló en el Atlético de Madrid. En su última temporada en Primera división (05-06) disputó 12 partidos de liga.
En la temporada 2005-06 regresó al Real Valladolid, por entonces en segunda división. Militó en el conjunto blanquivioleta tres campañas, hasta que se retiró del fútbol profesional debido a molestias crónicas en el primer dedo del pie derecho que arrastraba desde el final de la última campaña.
El Real Valladolid fichó a García Calvo para sus Relaciones Externas en diciembre de 2009.
Tras el descenso del Real Valladolid a segunda división, el club optó por poner a García Calvo al frente de la dirección deportiva del club, esta noticia se confirmó el 1 de julio de 2010.

### Selección nacional
Ha sido internacional con la selección nacional de fútbol de España en tres ocasiones. Su debut como internacional fue el 21 de agosto de 2002 en el partido Hungría 1-1 España.

## Clubes
| Club                  | País          | Año           | PJ  | G  |
| --------------------- | ------------- | ------------- | --- | -- |
| Real Madrid C. F. "C" | España        | 1994-1995     | 7   | 0  |
| Real Madrid "B"       | España        | 1994-1997     | 38  | 0  |
| Real Madrid C. F.     | España        | 1995-1997     | 19  | 0  |
| Real Valladolid C. F. | España        | 1997-2001     | 138 | 4  |
| Atlético Madrid       | España        | 2001-2006     | 124 | 6  |
| Real Valladolid C. F. | España        | 2006-2009     | 73  | 4  |
| Total carrera         | Total carrera | Total carrera | 399 | 14 |

## Títulos

### Campeonatos nacionales
| Título                     | Club              | Año     |
| -------------------------- | ----------------- | ------- |
| Primera División de España | Real Madrid C. F. | 1996-97 |

### Copas internacionales
| Título          | Equipo *        | Año          |
| --------------- | --------------- | ------------ |
| Eurocopa Sub-21 | España (sub-21) | Rumania 1998 |